# Xbox开发者直面会
Xbox开发者直面会是微软游戏為展示Xbox游戏工作室、 贝塞斯达软件、动视、暴雪娛樂和King等第一方開發商即将發售的遊戲而舉行的直播活動。通常展出四到五款游戏。且直播中並不是只有即將發售的第一方開發商的遊戲，也有第三方開發商的遊戲。与每年六月份的Xbox游戏发布会不同，开发者直面会通常在每年的一月份举行。

## 历史
第一屆Xbox开发者直面会於2023年1月25日举行。第一屆Xbox开发者直面会主要展示Xbox游戏工作室和贝塞斯达软件即將發售的遊戲作品。2024年，參加Xbox开发者直面会的遊戲開發商數量進一步增加。

## 活動內容
每屆Xbox开发者直面会活动通常都会包含公告、预告片、游戏玩法展示和开发者访谈等内容。這些活動目的是让观众了解即将推出的游戏、可下载内容(DLC)、资料片、遊戲更新和其他新信息。遊戲开发者可以直接向粉丝和消费者展示他们即將發售的新游戏。